# 江山美人 (1998年電視劇)
《江山美人》為1998年民間全民電視公司八點檔連續劇，楊佩佩工作室製作，共分成五個單元。此劇於1998年5月13日民視無線台首播、7月24日完結，共播出53集。此劇製作費創下每集新台幣一百八十萬元的天價，1997年民視董事會要求民視執行常務董事陳剛信對此提交報告，但陳剛信遲遲未能提交報告。

## 播出時間
| 頻道       | 所在地 | 播出日期                     | 播出時間                  |
| ---------- | ------ | ---------------------------- | ------------------------- |
| 民視無線台 | 臺灣   | 1998年5月13日－1998年7月24日 | 每週一至週五 20:00－21:00 |

## 演員陣容
- 張玉嬿[2] 飾 李鳳姐／蕓娘
- 崔浩然 飾 正　德
- 元　彪 飾 大　牛
- 孫　興 飾 小寧王
- 陳鴻烈 飾 寧 王
- 李其芳 飾 喜　鵲
- 岳躍利 飾 劉　謹
- 潘　虹 飾 王守仁
- 吳　競 飾 太后
- 鈕承澤 飾 柳生血
- 楊懷民 飾 高叫天
- 梁家仁 飾 關鎮山
- 夏文汐 飾 沈　青
- 李立群 飾 金鑄城
- 艾　偉 飾 喬　三

## 主題曲

### （民視版）

#### 片頭曲
1. 〈江山萬年情〉
  - 詞：易茗、曲：徐沛東、演唱：周子寒

#### 片尾曲
1. 〈千回百轉心不變〉
  - 詞：易茗、曲：徐沛東、演唱：周子寒、王中平

### （中國版）

#### 片頭曲
1. 〈江山萬年情〉
  - 詞：易茗、曲：徐沛東、演唱：白雪

#### 片尾曲
1. 〈愛相逢〉
  - 詞：易茗、曲：徐沛東、演唱：崔京浩、徐沛東、朱曉紅

## 製作團隊
- 製作人：楊佩佩
- 編劇：陳文貴、張炭
- 導播：楊烈
- 統籌：湯莉娟
- 總製片：應志偉
- 製片：趙桂雄
- 海外製片：吳學軍
- 副導：陳桂綸
- 海外副導：王彪、王岩、宋金來、白銘
- 海外場記：萬謹
- 海外外聯製片：李增
- 攝影：林合隆、蕭碧村
- 攝影助理：張翼諜、陳漢良
- EFP：水蓮傳播公司
- 製作群：曹剛、宋沛芳、郝維福、蕭聯
- 外景燈光：林合隆
- 棚景燈光：謝鴻享
- 音效：黃高平
- 音樂：胡懋忠
- 佈景製作：張寶民
- 片頭題字：朱國鈞
- 片頭設計：賴水清、崔德華
- 造型設計：張叔平、戴美玲
- 美術指導：雙魚工作室　黃瑟
- 海外美術主任：梁宏發
- 海外美術助理：鍾志鵬
- 劇照：陳錦泉
- 剪輯：雙魚剪輯小組
- 剪輯師：崔德華
- 武術指導：劉志豪、藍海瀚
- 化妝師：閡歡美
- 梳妝師：仇小梅
- 服裝師：尚利亞、任傳偉
- 音樂提供：滾石唱片
- 導演：賴水清、林健龍
- 製作公司：楊佩佩工作室、天津電視臺

## 外部連結
- （繁體中文）民視《江山美人》官方網站 （页面存档备份，存于）
- YouTube上的江山美人播放列表

## 電視節目的變遷
| 中華民國 民視無線台 八點檔                      | 中華民國 民視無線台 八點檔                | 中華民國 民視無線台 八點檔 |
| ----------------------------------------------- | ----------------------------------------- | -------------------------- |
|                                                 | 江山美人 （1998年5月13日－1998年7月24日） |                            |
| 舉頭三尺有神明 （1998年3月18日－1998年5月12日） | 愛你入骨 （1998年7月27日－1998年9月1日）  |                            |